# Francis de Winton

Francis de Winton als Oberst 1885

Francis de Winton (* 21. Juni 1835 in Pitsford, England; † 16. Dezember 1901  in Llyswen,  Wales) war ein britischer Soldat und Kolonialadministrator, der unter anderem ab den 1880er Jahren für den belgischen König Leopold II. im Kongo-Freistaat diente. Für seine Tätigkeiten in belgischen und britischen Diensten wurde er vielfach ausgezeichnet und erreichte den Rang eines Generalmajors der British Army.

## Biographie
De Winton wurde 1835 in Pitsford, Northamptonshire, als zweiter Sohn von Walter de Winton von Maesllwch Castle und der Autorin Julia Cecilia Stretton, der zweiten Tochter von Richard John Collinson und Schwester der bekannten Kapitäne Richard Collinson und Bernard Collinson, geboren. Francis de Wintons Vater hatte seinen Nachnamen 1839 mit königlicher Erlaubnis von Wilkins in De Winton geändert.

### Frühe Karriere
De Winton wurde an der Royal Military Academy Woolwich ausgebildet und am 11. April 1854 in die Royal Artillery aufgenommen. Seinen ersten aktiven Dienst leistete er im Krimkrieg, wo er unter anderem an der Belagerung von Sewastopol beteiligt war. Für seine Verdienste wurde er als Ritter in die Ehrenlegion aufgenommen. Er wurde 1861 zum Hauptmann befördert und diente in Britisch-Nordamerika und Gibraltar, bevor er von 1877 bis 1878 als Militärattaché in Konstantinopel arbeitete.
Von 1878 bis 1883 war er Sekretär von John Campbell, zu der Zeit Generalgouverneur von Kanada war. De Winton wurde 1880 zum Oberstleutnant befördert und wurde 1884 Brevet-Oberst. Er wurde 1882 zum Companion des Order of St Michael and St George ernannt und im Februar 1884 zum Ritter des gleichen Ordens geschlagen.

### Karriere in Afrika und späteres Leben
Am 1. April 1884 wurde De Winton von Leopold II. zum Vice-Administrateur der Association internationale du Congo (A.I.C.) ernannt, nachdem der eigentlich von Leopold favorisierte Kandidat Charles George Gordon in den Sudan ging. Nach seiner Landung im Kongo begab er sich direkt nach Vivi, der damaligen Hauptstadt der Internationalen Vereinigung. De Wintons Vorgänger, der britische Afrikaforscher Henry Morton Stanley führte ihn in die wichtigen Themen vor Ort ein und kehrte im Juni 1884 nach Europa zurück.
Somit war Winton zum Verwalter für sämtliche Angelegenheiten des A.I.C. ernannt.
Als im März 1885 der französische Entdecker Albert Dolisie in die Region am oberen Ubangi vordrang und Ubangis für Frankreich in Besitz nahm, war Winton an der Festlegung der Grenzen zwischen den afrikanischen Gebieten Frankreichs und der AIC beteiligt. Zuvor hatten Edmond Hanssens und Alphonso van Gèle vermutlich als erste Europäer das Gebiet erreicht, um es für den Freistaat in Besitz zu nehmen. Am 1. Juli 1885 proklamierte er zum Abschluss der Arbeiten der Berliner Kongokonferenz den festgelegten Grenzverlauf sowie die Umwandlung der A.I.C. in den Unabhängigen Staat Kongo unter der Souveränität Leopolds II. Während der Amtszeit von Francis de Winton fanden weiterhin die großen Erkundungen unter anderem von George Grenfell, Hermann von Wissmann statt. Seine Amtszeit endete im April 1886 und Francis de Winton wurde durch Camille Janssen ersetzt. Die Verwaltungsangelegenheiten wurden von Vivi nach Boma übertragen, das zur Hauptstadt des neuen Staates wurde. Winton schied daraufhin aus dem Dienst für den Kongo-Freistaat aus und setzte seine Karriere in Afrika für Großbritannien mit anderen Tätigkeiten fort.
1887 befehligte er die Expedition gegen das Yoni-Volk in Sierra Leone, wofür er zum Companion des Order of the Bath ernannt und zum Assistant Quartermaster-General im Hauptquartier der Armee befördert wurde.

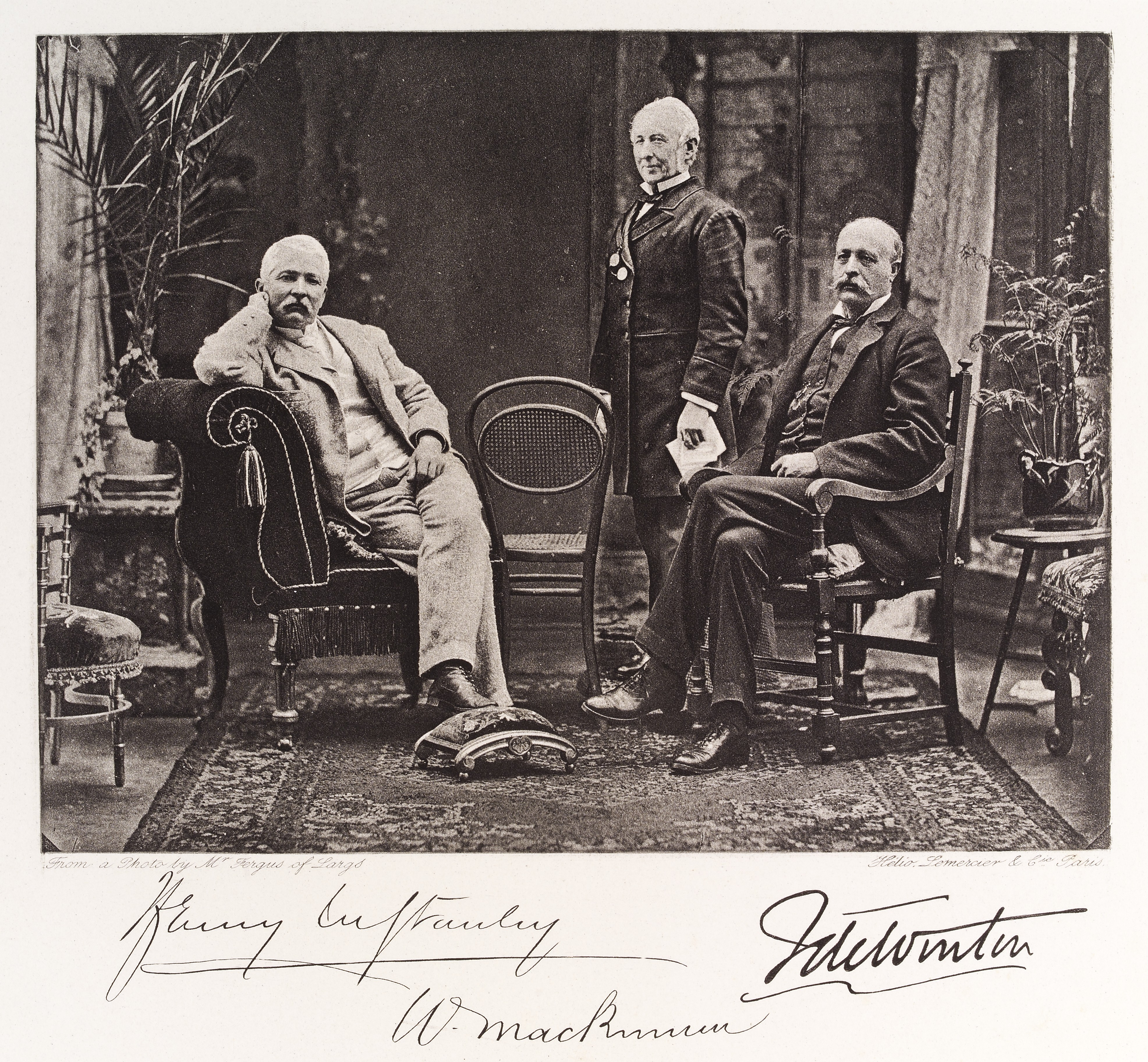
Francis de Winton (rechts) mit William Mackinnon (Mitte) und Henry Morton Stanley, 1890

Zwischen 1887 und 1889 war er Sekretär der von Stanley geleiteten Emin Pasha Relief Expedition. 1889 wurde De Winton von der britischen Regierung als Kommissar nach Swasiland geschickt.
Im Mai 1890 wurde de Winton, der am 21. Juni desselben Jahres mit dem Ehrenrang eines Generalmajors aus der Armee ausgeschieden war, zum Gouverneur der Besitzungen der Imperial British East Africa Company ernannt, die 1888 von William Mackinnon gegründet worden war, trat jedoch im Juni 1891 von diesem Amt wieder zurück.
Noch 1891 übernahm er das Amt des Schatzmeisters des schwer erkrankten Albert Victor, Duke of Clarence and Avondale bis zu dessen Tod im Januar 1892. Danach diente er im Haushalt des Herzogs und der Herzogin von York. Im Jahr 1893 wurde ihm das Großkreuz des Ordens vom Heiligen Michael und Heiligen Georg verliehen.
Er starb am 16. Dezember 1901 in Lhanstephen, Llyswen, Wales, und wurde in Glasbury begraben.

### Weitere Tätigkeiten
Während seiner Zeit in Kanada war er Master of the Hounds of the Montreal Hunt. De Winton war zwischen 1888 und 1889 Ehrensekretär der Royal Geographical Society und wurde von der Universität Cambridge zum Legum Doctor (LL.D. - deS: Ehrendoktor der Rechtswissenschaften) ernannt.

### Privatleben
Er heiratete 1864 Evelyn, die Tochter von Christopher Rawson aus Lennoxville, Kanada, und hatte zwei Söhne und zwei Töchter. Ein Sohn starb vor ihm im Jahr 1892.
Es ist der Namensgeber von De Winton, in Alberta, Kanada.

## Auszeichnungen
- Offizier des belgischen Leopoldsordens;
- Ritter des belgischen Löwenordens;
- Offizier des belgischen Kronenordens;
- Étoile de Service;
- belgisches Militärkreuz;
- Gedenkmedaille für den arabischen Feldzug.
- Knight Commander des britischen Orden vom Heiligen Michael und Heiligen Georg (1893)
- Companion des britischen Bath-Ordens (1887)
- Ritter der französischen Ehrenlegion